# 朱武英
朱武英（？—），中国女子手球运动员。曾代表中国国家队参加1996年夏季奥运会女子手球比赛，最终获得第5名。